# Jaroslav Holík
Pour les articles homonymes, voir Holik.
Temple de la renommée du hockey tchèque : 2009
Jaroslav Holík (né le 3 août 1942 à Deutschbrod dans le protectorat de Bohême-Moravie aujourd'hui Havlíčkův Brod en République tchèque et mort le 17 avril 2015) est un joueur et entraîneur de hockey sur glace.

## Carrière

### Carrière en club
Il commence sa carrière en 1956 en junior au  Jiskra Havlíčkův Brod où il reste deux saisons. Il rejoint ensuite en 1959 l'équipe militaire du HC Dukla Jihlava en 1963 qu'il ne quittera qu'à la fin de sa carrière en 1979, remportant les titres de champion de Tchécoslovaquie entre 1967 et 1972 (six titres) puis une dernière fois en 1974.

### Carrière internationale
Avec l'équipe de Tchécoslovaquie, il compte 142 matchs et 57 buts. Il joue les compétitions internationales suivantes :
Championnat du monde
- 1965 -  Médaille d'argent
- 1966 -  Médaille d'argent
- 1967 - 4e place
- 1969 -  Médaille de bronze
- 1970 -  Médaille de bronze
- 1972 -  Médaille d'or
- 1973 -  Médaille de bronze

Jeux olympiques d'hiver
- 1972 -  Médaille de bronze

### Carrière d'entraîneur
Il remporte en 1991 le titre de champion de Tchécoslovaquie avec le HC Dukla Jihlava.
Sélectionneur de l'équipe de République tchèque des moins de 20 ans, il a remporté à deux reprises le titre de champion du monde, en 2000 et 2001.

## Famille
Il est le frère de Jiří Holík, le père de Bobby Holík et le grand-père de David Musil.